# Listă de filme: S
| Listă de filme                                          | Listă de filme | Listă de filme | Listă de filme | Listă de filme | Listă de filme | Listă de filme |
| ------------------------------------------------------- | -------------- | -------------- | -------------- | -------------- | -------------- | -------------- |
| #                                                       | A              | B              | C              | D              | E              | F              |
| G                                                       | H              | I              | J · K          | L              | M              | N · O          |
| P                                                       | Q · R          | S · Ș          | T · Ț          | U · V          | W · X          | Y · Z          |
| Această infocasetă: vizualizare • discuție • modificare |                |                |                |                |                |                |

Aceasta este o listă de filme care încep cu litera S.
- S-a furat o bombă
- S-a întâmplat într-o noapte
- Sacrificiul
- Samuraiul
- Saturn 3
- Strălucirea
- Sălbăticie
- Să mori rănit din dragoste de viață
- Să nu mori azi
- Sărutări furate
- Scarface
- Scheci cu Jack Bill
- Scooby-Doo
- Scooby-Doo 2
- Scurtă întâlnire
- Secretul armei secrete
- Semnul șarpelui
- Serpico
- Servicii complete pentru Sara
- Sfârșitul nopții
- Somnul de veci
- Solaris
- South Park: mai mare, mai lung și necenzurat
- Spartacus
- Sperietoarea
- Spiderman
- Spiderman 2
- Spider-Man 3
- Spre Sud
- Shrek
- Shrek 2
- Shrek al treilea
- Star Trek: Filmul
- Stargate
- Stenka Razin
- Stigmatul răului
- Studentul
- Submarinul
- Sunetul muzicii
- Superman I
- Superman II
- Superman and the Mole Men